# Insignias de Kim Il-sung y Kim Jong-il

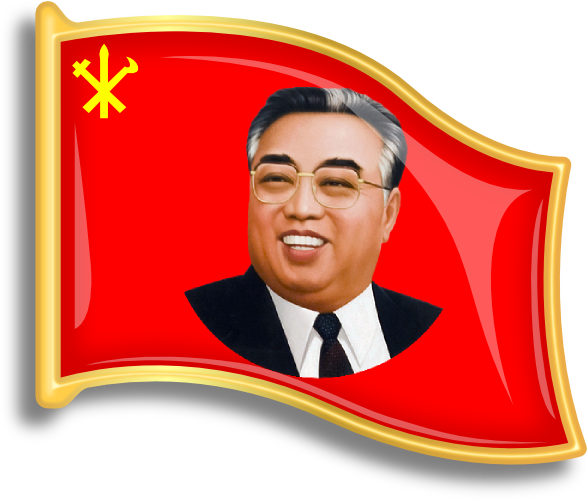
Una insignia de Kim Il Sung.

Las insignias de Kim Il-Sung y Kim Jong-il son pines con los retratos de los dirigentes norcoreanos Kim Il-Sung  y Kim Jong-il. Han sido fabricados desde fines los años 1960 y están producidas por el Estudio de Arte Mansudae. Hay más de 20 diseños diferentes, algunos de los cuales son más cotizados que otros. Los norcoreanos normalmente llevan diseños sencillos con un retrato de Kim Il-Sung, mientras que aquellos con nivel más alto en la sociedad prefiere placas que poseen ambos retratos.

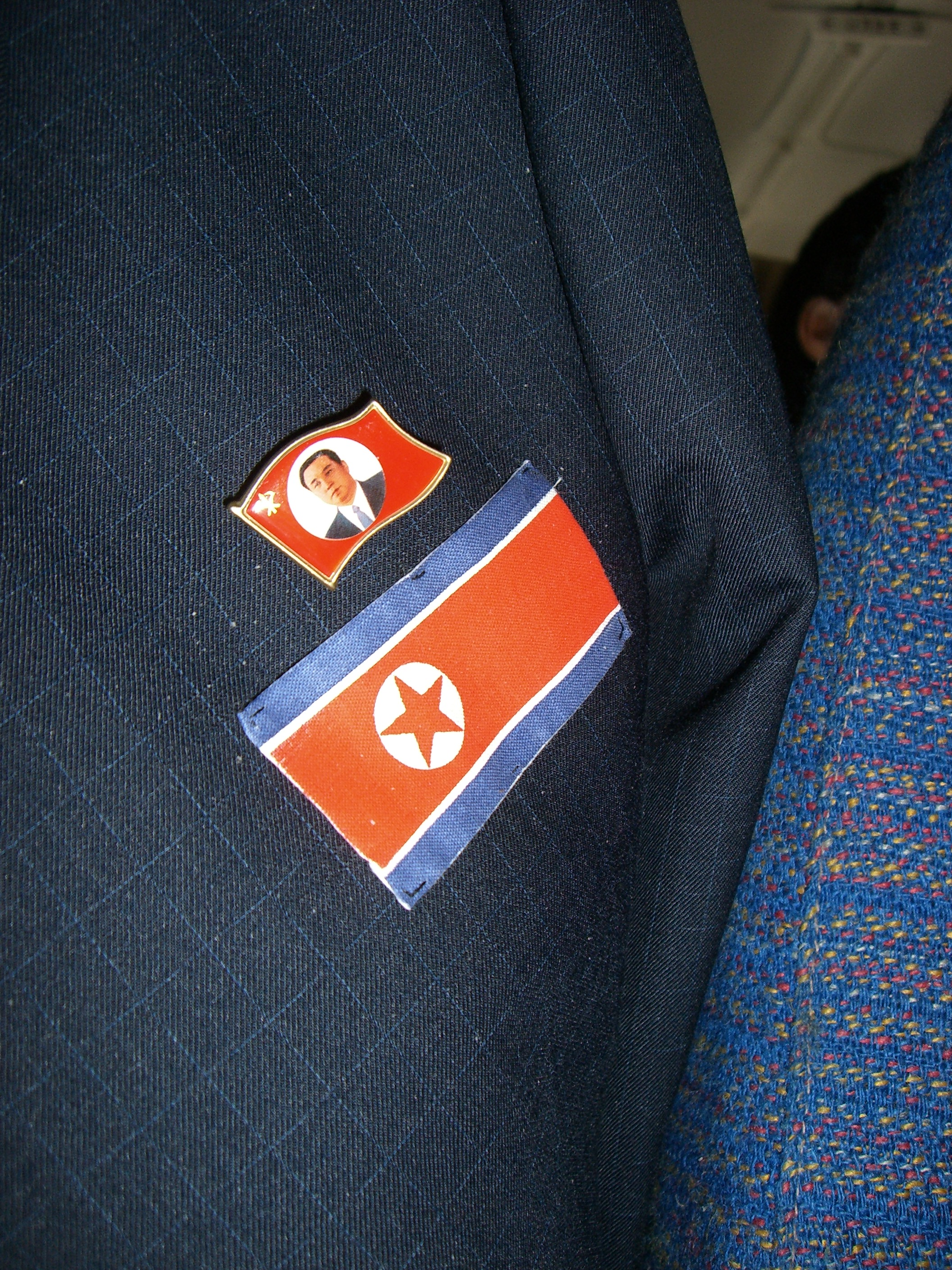
Un pin de Kim Il-Sung y un emblema de bandera Norcoreana en una chaqueta.

La inspiración para las insignias fueron las insignias del presidente Mao Zedong que usaron los chinos durante la Revolución Cultural, aunque la propaganda norcoreana atribuye la idea a Kim Jong-il. El desertor de más alto rango, Hwang Jang-yop, ha sugerido que el Incidente de la Facción Kapsan en 1967 provocó la intensificación sistemática del culto a la personalidad a Kim Il-sung en general y la introducción de las insignias en particular.

## Uso
Prácticamente todos los norcoreanos llevan las insignias. Los niños norcoreanos habitualmente comienzan a utilizarlas cuando cumplen 12 años. Se coloca arriba de la placa de la Unión de Niños de Corea. Los ciudadanos mayores de 16 años están obligados a llevar la insignia siempre que salen de casa.